# Grootloge der Nederlanden
De Grootloge der Nederlanden (G.L.N.) was een Nederlandse obediëntie van irreguliere vrijmetselaarsloges die werkten in de drie symbolische basisgraden van leerling, gezel en meester. Zij bestond van 1957 tot 1974.

## Geschiedenis
In 1956 traden negentien vrijmetselaars die lid waren van loges die behoorden tot het Grootoosten der Nederlanden uit hun loges en richtten, zonder constitutiebrief, de loge Fiat Lux te Den Haag op. Dit gebeurde met medewerking van de bankier en vooraanstaand vrijmetselaar Jan Onderdenwijngaard. Eerder had het Grootoosten de oprichting van deze loge onder haar toezicht geweigerd.
De reden voor afscheiding en de latere oprichting van een alternatieve obediëntie moet voornamelijk gezocht worden in de persoon van Jan Onderdenwijngaard. Vanuit zijn grote belangstelling voor internationale betrekkingen van de vrijmetselarij en zijn vooraanstaande positie in de Universala Framasona Ligo (U.F.L.) waar hij president van was, kwamen verschillen van inzicht voort met de toenmalige grootmeester van het Grootoosten, ir. C.R.M. Davidson. Zo was hij voorstander van samenwerking met de irreguliere liberale en adogmatische obediënties binnen de U.F.L.
Pogingen van Onderdenwijngaard om zijn verlichte en internationale inzichten over te dragen op zijn vroegere loge Via Lucis te Den Haag werden niet door alle leden gewaardeerd en leidden destijds reeds tot oprichting van een nieuwe loge. 
In 1957 werden er nog twee andere vrije loges opgericht, Lux et Tenebris te Den Haag en Comenius te Groningen. Samen vormden deze drie loges in datzelfde jaar de Grootloge der Nederlanden. De obediëntie werd niet erkend door het Nederlandse Grootoosten, noch door de United Grand Lodge of England. De Grootloge der Nederlanden stond in 1961 mee aan de wieg van C.L.I.P.S.A.S., de irreguliere koepel van liberale en adogmatische obediënties van vrijmetselaarsloges.
In datzelfde jaar werd koning Hoessein van Jordanië door Onderdenwijngaard ingewijd als vrijmetselaar. Hij aanvaardde het eregrootmeesterschap van de Grootloge der Nederlanden.
In 1973 overleed Jan Onderdenwijngaard, toenmalig grootmeester. Het daaropvolgende jaar viel de Grootloge uiteen en sommige leden keerden terug naar het Grootoosten.

## Grootmeesters
- XXXX-1973 : Jan Onderdenwijngaard